# Follow Me (1989)
Follow Me ist ein Ost-West-Filmdrama der österreichischen Regisseurin Maria Knilli aus dem Jahr 1989. Es war ihr zweiter abendfüllender Kinofilm nach ihrem Spielfilmdebüt Lieber Karl aus dem Jahr 1984. Follow me war der offizielle deutsche Wettbewerbsbeitrag beim XVI. Internationalen Filmfestival in Moskau 1989 und feierte dort seine Weltpremiere. Die deutsche Kinopremiere erfolgte am 2. November 1989, eine Woche vor dem Fall der Berliner Mauer. 1990 – nach der Samtenen Revolution – lief der Film auf dem 27. Internationalen Filmfestival Karlovy Vary.
Das Drehbuch schrieb Maria Knilli zusammen mit dem DEFA-Regisseur Ulrich Weiß (Pseudonym Vera Has).

## Handlung
Nach dem Prager Frühling wurde der tschechische Professor Pavel Navrátil, der an der Universität in Prag Philosophie unterrichtete, von seinem Lehrstuhl entlassen. Sein Überleben sichert er sich fortan als Totengräber auf einem Friedhof. Gleichzeitig trifft er weiter heimlich seine ehemaligen Studenten und unterrichtet sie in seiner Wohnung, heimlich, vom Geheimdienst bespitzelt. Bald wird er selbst als Totengräber nicht mehr geduldet und muss seine Heimat verlassen. Seinen Abschied inszeniert er mit einem theatralischen Abgang, indem er seine Studenten zur Beerdigung eines Toten namens Hrdlicka einlädt, den er zwar nicht kennt, aber der einen ungewöhnlich großen Grabstein bekommt. Auch seine Philosophiebücher verteilt er unter ihnen und verabschiedet sich sowohl von seiner Mutter als auch seiner Frau und seinem Sohn, die er vor längerer Zeit verlassen hat. Er verlässt Prag ohne Schwierigkeiten.
Im Exil in einem nicht näher benannten westlichen Land findet er Arbeit als Gepäckträger auf einem Flughafen, der zum Synonym des Niemandslandes wird. Tagsüber verrichtet er körperliche Arbeit auf dem Flugplatz, vertreibt sich die Zeit beim tschechischen Friseur und an den Abenden und freien Tagen kehrt er in seiner Phantasie in die Heimat zurück.
In dieser Fremde begegnet er verschiedenen Menschen, die allesamt ebenfalls wie gestrandet wirken: ein österreichischer Geigennarr, eine deutsche Jüdin und viele andere skurrile Gestalten einer poetisch überhöhten Emigranten-Szene. Unter anderem trifft er auch die schwermütige und lebenskluge Russin Ljuba, die ein Bordell besitzt, in dem Mädchen aus aller Welt arbeiten. Mit ihnen zusammen feiert er Feste im Freien, Picknicke voller Sehnsucht und Zauber.
Nach fünf Jahren im Ausland fliegt Navrátil noch einmal zurück nach Prag, um endgültig Abschied von seiner Heimat zu nehmen. Es gelingt ihm mit einem Trick, hinter den Eisernen Vorhang zu springen. In der Goldenen Stadt angekommen, besucht er die Orte seiner Erinnerung: das Haus, in dem er gewohnt hat, den Friedhof und das Grab Hrdlickas, das er aber nicht mehr findet. Stattdessen begegnet er dort einem jungen Rotarmisten, mit dem er die ganze Nacht hindurch Wodka trinkt und diskutiert – da weder der eine noch der andere die Sprache des Gegenübers spricht, verständigen sie sich mit Händen und Füßen.
Im Morgengrauen wird Navrátil von der Staatspolizei aufgegriffen und mit dem Flugzeug wieder in den Westen abgeschoben. Zum Abschied wird ihm gesagt: „Hören Sie gut zu. Sie waren nicht in Prag. Niemand hat Sie gesehen. Sie vergessen und wir vergessen, dass Sie existieren!“ Im Steilflug verlässt die Düsenmaschine Prag. Angeschnallt und mit hochgeklappter Rückenlehne kehrt Navrátil wieder in den Westen zurück, mit einem lachenden und einem weinenden Auge.

## Produktion und Hintergrund
Seit 1983 hatte die Filmemacherin Maria Knilli sich mit dem Thema Emigration beschäftigt. Den Anstoß zum Filmprojekt gab ihre Begegnung mit dem tschechischen Schauspieler Pavel Landovský, der, als einer der Initiatoren der Petition Charta 77, ebenfalls aus seiner Heimat ausgewiesen worden war. Er erzählte Knilli, wie er einmal zu Dreharbeiten von Wien nach Helsinki fliegen und beim Zwischenstopp in Prag als einziger Passagier im Flugzeug sitzen bleiben musste. Dabei traf er auf eine tschechoslowakische Putzfrau, der er seine Geschichte erzählte, bevor er endgültig weiterflog und „seine“ Stadt ein letztes Mal aus der Vogelperspektive sah. Knilli nahm diese Idee später in ihrem Film auf.
Die Arbeit am Drehbuch begann schließlich im Sommer des Jahres 1985. Knilli schrieb es über zwei Jahre zusammen mit dem DEFA-Filmemacher Ulrich Weiß. Lange Zeit wurde seine Autorschaft aus politischen Gründen hinter dem Pseudonym Vera Has versteckt. Typisch für Weiß sind dabei das ideologiefreie Denken über die Welt und die universell-menschliche Sicht. Weiß hatte sich während seiner Karriere intensiv mit dem tschechoslowakischen Kino beschäftigt, speziell mit dem Film Vom Fest und den Gästen (1966) von Jan Němec.
Follow me wurde im Jahr 1988 gedreht und im Jahr 1989 fertiggestellt.
Für die Hauptrolle engagierte Knilli besagten Pavel Landovský, der in den 1980er Jahren Ensemblemitglied am Wiener Burgtheater war und in dieser Zeit auch in zahlreichen Film- und Fernsehfilmen auftrat. Kennengelernt hatte Knilli ihn, als sie 1983 Regieassistentin des tschechischen Regisseurs Vojtěch Jasný beim Fernsehspiel Bis später, ich muss mich erschießen war. Bei den in Helsinki stattfindenden Dreharbeiten zu diesem Film war Knilli auch der russischstämmigen französischen Schauspielerin Marina Vlady begegnet, die neben Landovský und dem polnischen Darsteller Daniel Olbrychski eine Hauptrolle spielte.
Marina Vlady schrieb später in ihren Erinnerungen über Follow me: „Das Drehbuch ist eines der besten, das ich seit Jahren gelesen habe. Es steckt voller Poesie, einer Poesie der Bilder, einer Poesie der menschlichen Beziehungen.“
Die melancholische Musik des Films komponierte der bulgarische Filmemacher, Filmmusiker und Schriftsteller Tzvetan Marangosoff, der als Marran Gosov einige Jahre zuvor einer der wichtigsten Regisseure aus dem Umfeld der „Münchner Gruppe“ gewesen war. Seine Komposition vereint zahlreiche osteuropäische Musikstile.
Der preisgekrönte Kameramann Klaus Eichhammer wirkte als Director of Photography mit, Reiner Lauter war Camera-Operator.
Für die Ausstattung zeichnete der bekannte deutsche Szenenbildner Winfried Hennig verantwortlich.

## Stil des Films
Follow me zeichnet sich durch seinen weitgehenden Verzicht auf lineare Narration aus. Stattdessen werden Bewusstseinszustände durch eine Vielzahl an formellen Stilmitteln visualisiert. „Die konkrete Geschichte wird aufgebrochen. Schon äußerlich heben ungewohnte Perspektiven, Aufsichten und Kranfahrten, die Realität zugunsten einer Überwirklichkeit auf. Minutenlange kontemplative Einstellungen sind nicht einfach auf das fertige Bild aus, sondern fordern ein Weiterphantasieren.“
So entsteht ein Spiel der Zeichen und Bilder. Knilli erklärte ihren Ansatz so: „‘Follow me‘ reduziert sich auf das Innere. Ich habe nach Variationen auf visueller Ebene für den inneren Zustand gesucht. (…) Ich neige dazu, Dinge mit einer gewissen Distanz zu betrachten. Ich beobachte sehr lange, und wenn ich dann etwas darüber arbeite, dann erst, wenn ich nicht mehr ganz verstrickt bin in Gefühle. Ich hasse Gefühlsduselei.“
Ein weiteres Merkmal von Knillis besonderem Ansatz ist die Vielsprachigkeit des Films – im Verlauf des Films werden mehr als ein halbes Dutzend Sprachen gesprochen und die Darsteller sprechen zum Teil mehrere Sprachen, allen voran Pavel Landovský und Marina Vlady.

## Kritik
„Der poetische Versuch, die Befindlichkeit von regimekritischen Menschen in Prag aufzuzeigen, die zwischen der Liebe zur Heimat und dem Wunsch zur Emigration schwanken, dargestellt am Beispiel eines Philosophie-Professors, der als Totengräber und Gepäcktransporteur auf dem Flughafen arbeiten muß. Betont ruhige Passagen verstärken die elegische Stimmung des Films.“

„Der zweite Film der in Graz geborenen, in München lebenden Regisseurin webt einen Assoziationsteppich, der dem Zuschauer auch noch einen Rest eigener Phantasie zumutet. Mit bewundernswertem Eigensinn beharrt sie auf ihrem Kunstanspruch, der vollkommen aufgeht, wenn man sich nicht mutwillig der Poesie, der szenischen und schauspielerischen Sorgfalt dieses Films verschließt.“

„Jedoch hat sich meines Erachtens Maria Knilli ihres Autors als würdig erwiesen und einen ungewöhnlichen und auf böhmisch-vertrackte Weise bewegenden Film gemacht.“

## Festivals, Ausstrahlungen
Follow Me wurde zu zahlreichen Festivals eingeladen: 23. Internationale Hofer Filmtage 1989, Offizieller deutscher Wettbewerbsbeitrag beim 16. Internationalen Filmfestival in Moskau 1989, Festival du Nouveau Cinema in Montreal 1989, 27. Internationales Filmfestival in Karlovy Vary 1990, 40. Festival International de Films et Videos de Femmes in Montreal 1990.
Es folgten Fernsehausstrahlungen in der BRD, in Frankreich, in Österreich sowie in der Türkei.
Im August 2021 wurde Follow Me im Rahmen einer Hommage an die Schauspielerin Marina Vlady im Kino Arsenal in Berlin vorgeführt.